# Изобретатель
Изобрета́тель, изобрета́тельница — человек, который создаёт что-либо новое, ранее не существовавшее. Слово происходит от латинского глагола invenire (invent-) — «находить». Хотя изобретательство тесно связано с наукой и инженерией, изобретатели не всегда являются учёными или инженерами.
В юридическом смысле изобретатель — это физическое лицо, творческим трудом которого создано изобретение. Таким лицом может быть признан человек любого возраста. Право авторства на изобретение является неотчуждаемым личным правом и охраняется бессрочно. Международное признание прав автора было закреплено в Парижской конвенции по охране промышленной собственности 1883 года.

## Правовой статус
Для официального признания и защиты прав на техническое решение используется система патентования. Патент, выдаваемый уполномоченным государственным органом (патентным ведомством), удостоверяет авторство, приоритет изобретения и предоставляет патентообладателю исключительное право на него на определённый срок. Для получения патента изобретение, как правило, должно соответствовать трём основным критериям: новизна, изобретательский уровень и промышленная применимость.
Автором изобретения всегда признаётся физическое лицо. Однако исключительное право на использование может принадлежать юридическому лицу, например, если изобретение было создано работником в рамках выполнения его служебных обязанностей. В этом случае за работником сохраняется право авторства и право на получение вознаграждения. Некоторые технические решения могут не патентоваться, а использоваться в режиме коммерческой тайны как ноу-хау, при этом их создатель всё равно считается изобретателем.

## Процесс изобретения

### Практические методы
Идеи для изобретения могут быть разработаны на бумаге или компьютере, путём проб и ошибок, создания моделей и прототипов, экспериментов и тестирования. Распространённой практикой является ведение рабочих записей — изобретательских дневников, которые содержат чертежи, расчёты и заметки. Такие записи вели, например, Леонардо да Винчи, Галилео Галилей и Альберт Эйнштейн. В современной практике широко применяются методы совместной работы, такие как мозговой штурм.

### Концептуальные аспекты
Изобретательство — это творческий процесс, требующий открытого и пытливого ума. Новые идеи часто возникают при объединении концепций из разных областей, которые обычно не связывают друг с другом.
- Игра. Детское любопытство, экспериментирование и воображение могут стимулировать изобретательскую деятельность. Потребность исследовать интересующие объекты в игровой форме может приводить к новым открытиям[6].
- Инсайт и случайность. Идея может прийти внезапно, как момент «Эврики!», часто в состоянии расслабленности или даже во сне. Решение общей теории относительности, по воспоминаниям Эйнштейна, пришло к нему во сне[7]. Некоторые изобретения являются результатом случайности, как, например, политетрафторэтилен (тефлон)[8].

## Типология изобретений
Хотя изобретательство чаще всего ассоциируется с технологиями, оно охватывает все сферы человеческой деятельности. Согласно классификации философа и культуролога Михаила Эпштейна, можно выделить три вида изобретений:
- Научно-технические: железные дороги, авиация, вакцинация, антибиотики, компьютер, Интернет.
- Социально-политические: новые законы, институты и общественные практики, меняющие формы социального взаимодействия. Примеры: парламент, конституция, Олимпийские игры, Организация Объединённых Наций, правозащитные движения (феминизм, аболиционизм).
- Гуманитарные (культурные): изобретения, формирующие культуру. К ним относятся алфавит (например, кириллица или корейский хангыль), литературные жанры (роман, сонет), художественные направления (романтизм, сюрреализм, постмодернизм), философские системы (материализм, экзистенциализм) и религиозные учения.

## Гендерные аспекты
Исторически вклад женщин в изобретательство часто оставался непризнанным, а их имена — в тени коллег-мужчин. Социальные предрассудки, а также институциональные и правовые барьеры ограничивали возможности женщин получать патенты и признание. Например, до принятия законов о собственности замужних женщин в конце XIX века во многих странах они не могли самостоятельно владеть патентами.
Несмотря на это, женщины внесли значительный вклад в науку и технику. По данным Всемирной организации интеллектуальной собственности (ВОИС), к 2019 году доля женщин среди изобретателей в мире достигла 12,5% (каждая восьмая).

## Изобретательство в искусстве
Изобретательское мышление является неотъемлемой частью художественного творчества. Многие художественные техники и направления были в своё время изобретены:
- Коллаж, изобретённый Пабло Пикассо;
- Реди-мейд, изобретённый Марселем Дюшаном;
- Мобиль, изобретённый Александром Колдером;
- Техника разбрызгивания краски, изобретённая Джексоном Поллоком.

Иногда технические изобретения стимулируют развитие искусства. Так, появление в XIX веке оловянных туб для краски позволило художникам-импрессионистам работать на пленэре, что коренным образом изменило живопись.